# جان بیلی (بازیکن فوتبال، زاده ۱۹۶۹)
جان بیلی (انگلیسی: John Bailey؛ زادهٔ ۶ مهٔ ۱۹۶۹) بازیکن فوتبال اهل بریتانیا است.
از باشگاه‌هایی که در آن بازی کرده‌است می‌توان به باشگاه فوتبال انفیلد ۱۸۹۳ و باشگاه فوتبال ای‌اف‌سی بورنموث اشاره کرد.